# 이올린
이올린(Eolin)은 설치형 블로그 태터툴즈를 개발하는 TNC에서 제공하는 메타블로그 사이트이다. 설치형 블로그 태터툴즈·텍스트큐브·워드프레스에서 발행되는 글과 다음과 태터툴즈가 협력해서 서비스하고 있는 가입형태의 블로그 티스토리에서 발행되는 글이 등록된다.

## 역사

### ~ 2006년 10월
‘이올린’이라는 이름으로 서비스되기 전, 태터툴즈로 운영하는 블로그의 글을 싱크해주는 시스템이 태터툴즈 초기 버전부터 '태터센터(Tatter Center)'라는 이름으로 제공되었다.

### 2006년 10월 ~ 2010년 4월 15일
공식적으로 ‘이올린’이라는 이름으로 서비스를 제공했다. 이미 2006년 10월 이전에 120만 개의 블로그가 이올린에 등록되었고, 이런 데이터를 바탕으로 검색, 최근에 올라온 글 보기, 인기글 보기, 태그별로 보기, 지역태그별로 보기 등을 제공했으나, 2010년 4월 15일부로 '마이이올린' 서비스는 종료되었다.

## 특징
- 이올린은 다른 메타블로그 사이트와 달리 RSS 등록 없이도 자신의 블로그에 있는 글을 이올린에 게시할 수 있다.
- 기본적으로 태터툴즈 기반의 도구를 사용하지 않는다면 글을 전송할 수 없는 한계를 가지고 있다.
  - 워드프레스 사용자들은 별도의 플러그인을 통해 이올린에 글을 게시할 수 있다.